# Montlaur-en-Diois
Montlaur-en-Diois är en kommun i departementet Drôme i regionen Auvergne-Rhône-Alpes i sydöstra Frankrike. Kommunen ligger i kantonen Luc-en-Diois som tillhör arrondissementet Die. År 2022 hade Montlaur-en-Diois 140 invånare.

## Befolkningsutveckling
Antalet invånare i kommunen Montlaur-en-Diois
Referens:INSEE